# Ниро Вульф и Арчи Гудвин
«Ни́ро Ву́льф и А́рчи Гу́двин» — российский детективный многосерийный телевизионный художественный фильм режиссёра Евгения Татарского, снятый в 2001 году по мотивам серии детективных романов американского писателя Рекса Стаута о приключениях известного нью-йоркского частного детектива Ниро Вульфа и его помощника Арчи Гудвина. В 2004 году режиссёрами Виктором Сергеевым и Игорем Мужжухиным было снято продолжение сериала под названием «Новые приключения Ниро Вульфа и Арчи Гудвина» с тем же актёрским составом.
Съёмки сериала проходили в павильонах «Ленфильма», в Доме учёных и в Судаке, изображавшем Черногорию в фильме «Последняя воля Марко».

## Список серий

### Часть № 1: «Приключения Ниро Вульфа и Арчи Гудвина» (2001)
Телесериал состоит из 5 фильмов, каждый из которых включает в себя 2 серии:
1. «Летающий пистолет» (по повести «Пистолет с крыльями»);
К Ниро Вульфу обращается вдова известного оперного певца и её любовник. Её муж недавно покончил с собой, но вдова сомневается в официальной версии, и просит детектива разобраться в этом деле.
2. «Пока я не умер» (по повести «Прежде, чем я умру»);
К Ниро Вульфу по деликатной просьбе обращается известный гангстер Дейзи Перрит. В ту же ночь происходит 4 убийства, в том числе и самого Перрита. Кроме того, кто-то хочет убить Гудвина.
3. «Воскреснуть, чтобы умереть» (по повести «Оживший покойник»);
Вульф расследует убийство известного модельера; проблема в том что ранее этот модельер экстравагантно покончил с собой. Вульф впервые имеет дело с человеком, который умер дважды.
4. «Дело в шляпе» (по роману «Дело о скрученном шарфе»);
Инспектор Крамер опечатывает кабинет Вульфа, так как новое убийство произошло прямо там же. Жертвой стала молодая аферистка, которая что-то хотела сказать Вульфу, но не успела. Чтобы найти убийцу, Гудвину придётся пойти на беспрецедентный риск.
5. «Голос с того света» (по роману «Умолкнувший оратор»).
Ниро Вульф на грани банкротства, Гудвину приходится самому подыскивать дело для своего шефа. Чтобы заработать денег, Вульф берётся за расследование убийства директора правительственного Бюро регулирования цен Черри Буна.

### Часть № 2: «Новые приключения Ниро Вульфа и Арчи Гудвина» (2004)
В продолжение сериала вошли 4 фильма, по 2 части в каждом:
1. «Подарок для Лили» (по книге «Чёрные орхидеи»)[7]
2. «Последняя воля Марко» (по книге «Чёрная гора»)[8]
3. «Слишком много женщин» (по книге «Слишком много женщин»)[9]
4. «Тайна красной шкатулки» (по книге «Красная шкатулка»)[10]

## В ролях
- Донатас Банионис (озвучивание: Геннадий Богачёв[11]) — Ниро Вульф, нью-йоркский частный детектив
- Сергей Жигунов — Арчи Гудвин, сыщик, помощник Ниро Вульфа
- Сергей Мигицко — Фриц Брённер, повар в доме Ниро Вульфа
- Сергей Паршин — Фергус Кремер, инспектор полиции
- Евгений Иловайский — Теодор Хорсман, садовник в доме Ниро Вульфа
- Лана Паули — Лили Роуэн
- Алексей Полуян — Сол Пензер
- Илья Мозговой — сержант Перли Стеббинс
- Анна Банщикова — Клара Джеймс (в фильме № 1 «Летающий пистолет»)
- Сергей Барковский — Фредерик Веплер (в фильме № 1 «Летающий пистолет»)
- Алексей Барабаш — Мортон Шейн, жених Бьюлы Пейдж (фильм № 2 «Пока я не умер»)
- Андрей Ургант — Генри Димарест (фильм № 3 «Воскреснуть, чтобы умереть»)
- Олег Андреев — Юджин Орвин (фильм № 4 «Дело в шляпе»)
- Андрей Зибров — Персиваль Браун (фильм № 4 «Дело в шляпе»)
- Татьяна Колганова — Сьюзан Браун (фильм № 4 «Дело в шляпе»)

## Критика
Несмотря на участие в сериале таких звёзд, как Донатас Банионис и Сергей Мигицко, сериал получил отрицательные отзывы и считается неудачей режиссёра Евгения Татарского, который и сам воспринимал эту работу как провал и ушёл из проекта после пятой серии (по одним сведениям — поругавшись с Сергеем Жигуновым, по другим — так как не смог закончить съёмки из-за инсульта). Донатас Банионис также был невысокого мнения об этой работе: «Я снимался в нескольких картинах Татарского, и мне очень понравилось. Жигунов — приятный парень. А сам фильм так себе. Нет ни драматургии, ни искусства!».